# Formuła 2 – Bahrain 2017
Runda Formuły 2 na torze Bahrain International Circuit – inaugurująca runda mistrzostw Formuły 2 w sezonie 2017.

## Lista startowa
| Nr | Kierowca            | Zespół             | Samochód       | Silnik              | Opony |
| -- | ------------------- | ------------------ | -------------- | ------------------- | ----- |
| 1  | Charles Leclerc     | Prema Racing       | Dallara GP2/11 | Mecachrome V8 4.00l | P     |
| 2  | Antonio Fuoco       | Prema Racing       | Dallara GP2/11 | Mecachrome V8 4.00l | P     |
| 3  | Louis Delétraz      | Racing Engineering | Dallara GP2/11 | Mecachrome V8 4.00l | P     |
| 4  | Gustav Malja        | Racing Engineering | Dallara GP2/11 | Mecachrome V8 4.00l | P     |
| 5  | Luca Ghiotto        | Russian Time       | Dallara GP2/11 | Mecachrome V8 4.00l | P     |
| 6  | Artiom Markiełow    | Russian Time       | Dallara GP2/11 | Mecachrome V8 4.00l | P     |
| 7  | Nobuharu Matsushita | ART Grand Prix     | Dallara GP2/11 | Mecachrome V8 4.00l | P     |
| 8  | Alexander Albon     | ART Grand Prix     | Dallara GP2/11 | Mecachrome V8 4.00l | P     |
| 9  | Oliver Rowland      | DAMS               | Dallara GP2/11 | Mecachrome V8 4.00l | P     |
| 10 | Nicholas Latifi     | DAMS               | Dallara GP2/11 | Mecachrome V8 4.00l | P     |
| 11 | Ralph Boschung      | Campos Racing      | Dallara GP2/11 | Mecachrome V8 4.00l | P     |
| 12 | Stefano Coletti     | Campos Racing      | Dallara GP2/11 | Mecachrome V8 4.00l | P     |
| 14 | Sérgio Sette Câmara | MP Motorsport      | Dallara GP2/11 | Mecachrome V8 4.00l | P     |
| 15 | Jordan King         | MP Motorsport      | Dallara GP2/11 | Mecachrome V8 4.00l | P     |
| 16 | Nabil Jeffri        | Trident            | Dallara GP2/11 | Mecachrome V8 4.00l | P     |
| 17 | Sergio Canamasas    | Trident            | Dallara GP2/11 | Mecachrome V8 4.00l | P     |
| 18 | Nyck de Vries       | Rapax              | Dallara GP2/11 | Mecachrome V8 4.00l | P     |
| 19 | Johnny Cecotto Jr.  | Rapax              | Dallara GP2/11 | Mecachrome V8 4.00l | P     |
| 20 | Norman Nato         | Pertamina Arden    | Dallara GP2/11 | Mecachrome V8 4.00l | P     |
| 21 | Sean Gelael         | Pertamina Arden    | Dallara GP2/11 | Mecachrome V8 4.00l | P     |
| Nr | Kierowca            | Zespół             | Samochód       | Silnik              | Opony |

## Wyniki

### Sesja treningowa
| Nr | Kierowca       | Konstruktor | Czas     | Okr. |
| -- | -------------- | ----------- | -------- | ---- |
| 9  | Oliver Rowland | DAMS        | 1:42,221 | 16   |

### Kwalifikacje
Źródło: fiaformula2.com
| Poz. | Nr | Kierowca            | Konstruktor        | Czas     | Poz. s. |
| ---- | -- | ------------------- | ------------------ | -------- | ------- |
| 1    | 1  | Charles Leclerc     | Prema Racing       | 1:38,907 | 1       |
| 2    | 2  | Antonio Fuoco       | Prema Racing       | 1:39,585 | 5       |
| 3    | 18 | Nyck de Vries       | Rapax              | 1:39,665 | 2       |
| 4    | 20 | Norman Nato         | Pertamina Arden    | 1:39,696 | 3       |
| 5    | 5  | Luca Ghiotto        | Russian Time       | 1:39,948 | 4       |
| 6    | 7  | Nobuharu Matsushita | ART Grand Prix     | 1:40,011 | 6       |
| 7    | 6  | Artiom Markiełow    | Russian Time       | 1:40,018 | 7       |
| 8    | 9  | Oliver Rowland      | DAMS               | 1:40,053 | 8       |
| 9    | 8  | Alexander Albon     | ART Grand Prix     | 1:40,140 | 9       |
| 10   | 14 | Sérgio Sette Câmara | MP Motorsport      | 1:40,168 | 10      |
| 11   | 15 | Jordan King         | MP Motorsport      | 1:40,201 | 11      |
| 12   | 19 | Johnny Cecotto Jr.  | Rapax              | 1:40,262 | 12      |
| 13   | 10 | Nicholas Latifi     | DAMS               | 1:40,280 | 13      |
| 14   | 3  | Louis Delétraz      | Racing Engineering | 1:40,453 | 14      |
| 15   | 4  | Gustav Malja        | Racing Engineering | 1:40,473 | 17      |
| 16   | 11 | Ralph Boschung      | Campos Racing      | 1:40,501 | 15      |
| 17   | 16 | Nabil Jeffri        | Trident            | 1:41,604 | 16      |
| 18   | 21 | Sean Gelael         | Pertamina Arden    | 1:40,778 | PIT     |
| 19   | 17 | Sergio Canamasas    | Trident            | 1:40,810 | PIT     |
| 20   | 12 | Stefano Coletti     | Campos Racing      | 1:41,416 | PIT     |
| Poz. | Nr | Kierowca            | Konstruktor        | Czas     | Poz. s. |

### Główny wyścig

#### Wyścig
Źródło: Wyprzedź Mnie!
| P  | + / – | Nr | Kierowca            | Konstruktor        | Okr. | Czas / Strata | Komentarz |
| -- | ----- | -- | ------------------- | ------------------ | ---- | ------------- | --------- |
| 1  | 6     | 6  | Artiom Markiełow    | Russian Time       | 32   | 58:18,977     |           |
| 2  | 1     | 20 | Norman Nato         | Pertamina Arden    | 32   | +0:07,891     |           |
| 3  | 2     | 1  | Charles Leclerc     | Prema Racing       | 32   | +0:13,780     |           |
| 4  | 7     | 15 | Jordan King         | MP Motorsport      | 32   | +0:17,478     |           |
| 5  | 3     | 9  | Oliver Rowland      | DAMS               | 32   | +0:18,144     |           |
| 6  | 3     | 8  | Alexander Albon     | ART Grand Prix     | 32   | +0:19,744     |           |
| 7  | 3     | 5  | Luca Ghiotto        | Russian Time       | 32   | +0:27,056     |           |
| 8  | 2     | 7  | Nobuharu Matsushita | ART Grand Prix     | 32   | +0:29,971     |           |
| 9  | 4     | 2  | Antonio Fuoco       | Prema Racing       | 32   | +0:30,950     |           |
| 10 | 8     | 18 | Nyck de Vries       | Rapax              | 32   | +0:35,726     |           |
| 11 | 2     | 10 | Nicholas Latifi     | DAMS               | 32   | +0:47,578     |           |
| 12 | 3     | 11 | Ralph Boschung      | Campos Racing      | 32   | +0:52,529     |           |
| 13 | 3     | 14 | Sérgio Sette Câmara | MP Motorsport      | 32   | +0:50,146     | [ 4 ]     |
| 14 | 5     | 17 | Sergio Canamasas    | Trident            | 32   | +0:56,311     |           |
| 15 | 3     | 19 | Johnny Cecotto Jr.  | Rapax              | 32   | +1:06,723     |           |
| 16 | 4     | 12 | Stefano Coletti     | Campos Racing      | 32   | +1:12,933     |           |
| 17 | 1     | 21 | Sean Gelael         | Pertamina Arden    | 32   | +1:18,579     |           |
| 18 | 1     | 4  | Gustav Malja        | Racing Engineering | 32   | +1:24,483     |           |
| 19 | 3     | 16 | Nabil Jeffri        | Trident            | 32   | +1:38,982     |           |
| 20 | 6     | 3  | Louis Delétraz      | Racing Engineering | 32   | +1:39,106     |           |
| P  | + / – | Nr | Kierowca            | Konstruktor        | Okr. | Czas / Strata | Komentarz |

#### Najszybsze okrążenie
| Nr | Kierowca        | Konstruktor   | Czas     | Okr. |
| -- | --------------- | ------------- | -------- | ---- |
| 12 | Stefano Coletti | Campos Racing | 1:45,843 | 26   |

#### Premia za najszybsze okrążenie w TOP 10
| Nr | Kierowca         | Konstruktor  | Czas     | Okr. |
| -- | ---------------- | ------------ | -------- | ---- |
| 6  | Artiom Markiełow | Russian Time | 1:46,038 | 24   |

### Sprint

#### Wyścig
Źródło: Wyprzedź Mnie!
| P                 | + / –     | Nr | Kierowca            | Konstruktor        | Okr. | Czas / Strata | Komentarz |
| ----------------- | --------- | -- | ------------------- | ------------------ | ---- | ------------- | --------- |
| 1                 | 5         | 1  | Charles Leclerc     | Prema Racing       | 23   | 43:01,023     |           |
| 2                 | Bez zmian | 5  | Luca Ghiotto        | Russian Time       | 23   | +0:01,569     |           |
| 3                 | 1         | 9  | Oliver Rowland      | DAMS               | 23   | +0:02,898     |           |
| 4                 | 7         | 10 | Nicholas Latifi     | DAMS               | 23   | +0:07,575     |           |
| 5                 | Bez zmian | 15 | Jordan King         | MP Motorsport      | 23   | +0:09,962     |           |
| 6                 | 4         | 18 | Nyck de Vries       | Rapax              | 23   | +0:10,865     |           |
| 7                 | 4         | 8  | Alexander Albon     | ART Grand Prix     | 23   | +0:11,382     |           |
| 8                 | Bez zmian | 6  | Artiom Markiełow    | Russian Time       | 23   | +0:18,953     |           |
| 9                 | 6         | 19 | Johnny Cecotto Jr.  | Rapax              | 23   | +0:19,150     |           |
| 10                | 1         | 2  | Antonio Fuoco       | Prema Racing       | 23   | +0:19,983     |           |
| 11                | 3         | 17 | Sergio Canamasas    | Trident            | 23   | +0:28,829     |           |
| 12                | 8         | 3  | Louis Delétraz      | Racing Engineering | 23   | +0:31,187     |           |
| 13                | 5         | 4  | Gustav Malja        | Racing Engineering | 23   | +0:33,622     |           |
| 14                | 13        | 7  | Nobuharu Matsushita | ART Grand Prix     | 23   | +0:34,392     |           |
| 15                | 1         | 12 | Stefano Coletti     | Campos Racing      | 23   | +0:35,901     |           |
| 16                | 3         | 16 | Nabil Jeffri        | Trident            | 23   | +0:41,595     |           |
| 17                | Bez zmian | 21 | Sean Gelael         | Pertamina Arden    | 23   | +0:52,029     |           |
| 18                | 5         | 14 | Sérgio Sette Câmara | MP Motorsport      | 23   | +1:08,570     |           |
| Niesklasyfikowani |           |    |                     |                    |      |               |           |
|                   |           | 11 | Ralph Boschung      | Campos Racing      | 9    | +14 okr.      |           |
|                   |           | 20 | Norman Nato         | Pertamina Arden    | 0    | +23 okr.      |           |
| P                 | + / –     | Nr | Kierowca            | Konstruktor        | Okr. | Czas / Strata | Komentarz |

#### Najszybsze okrążenie
| Nr | Kierowca            | Konstruktor   | Czas     | Okr. |
| -- | ------------------- | ------------- | -------- | ---- |
| 14 | Sérgio Sette Câmara | MP Motorsport | 1:43,950 | 22   |

#### Premia za najszybsze okrążenie w TOP 10
| Nr | Kierowca        | Konstruktor  | Czas     | Okr. |
| -- | --------------- | ------------ | -------- | ---- |
| 1  | Charles Leclerc | Prema Racing | 1:44,074 | 16   |

## Klasyfikacja po zakończeniu rundy

### Kierowcy
| P  | +/− | Kierowca            | Starty | Punkty | P1 | P2 | P3 | PP | NO | NS |
| -- | --- | ------------------- | ------ | ------ | -- | -- | -- | -- | -- | -- |
| 1  | N   | Charles Leclerc     | 2      | 36     | 1  | –  | 1  | 1  | 1  | –  |
| 2  | N   | Artiom Markiełow    | 2      | 28     | 1  | –  | –  | –  | 1  | –  |
| 3  | N   | Oliver Rowland      | 2      | 20     | –  | –  | 1  | –  | –  | –  |
| 4  | N   | Luca Ghiotto        | 2      | 18     | –  | 1  | –  | –  | –  | –  |
| 5  | N   | Norman Nato         | 2      | 18     | –  | 1  | –  | –  | –  | 1  |
| 6  | N   | Jordan King         | 2      | 18     | –  | –  | –  | –  | –  | –  |
| 7  | N   | Alexander Albon     | 2      | 10     | –  | –  | –  | –  | –  | –  |
| 8  | N   | Nicholas Latifi     | 2      | 8      | –  | –  | –  | –  | –  | –  |
| 9  | N   | Nyck de Vries       | 2      | 5      | –  | –  | –  | –  | –  | –  |
| 10 | N   | Nobuharu Matsushita | 2      | 4      | –  | –  | –  | –  | –  | –  |
| 11 | N   | Antonio Fuoco       | 2      | 2      | –  | –  | –  | –  | –  | –  |
| 12 | N   | Johnny Cecotto Jr.  | 2      | 0      | –  | –  | –  | –  | –  | –  |
| 13 | N   | Sergio Canamasas    | 2      | 0      | –  | –  | –  | –  | –  | –  |
| 14 | N   | Louis Delétraz      | 2      | 0      | –  | –  | –  | –  | –  | –  |
| 15 | N   | Ralph Boschung      | 2      | 0      | –  | –  | –  | –  | –  | 1  |
| 16 | N   | Sérgio Sette Câmara | 2      | 0      | –  | –  | –  | –  | –  | –  |
| 17 | N   | Gustav Malja        | 2      | 0      | –  | –  | –  | –  | –  | –  |
| 18 | N   | Stefano Coletti     | 2      | 0      | –  | –  | –  | –  | –  | –  |
| 19 | N   | Nabil Jeffri        | 2      | 0      | –  | –  | –  | –  | –  | –  |
| 20 | N   | Sean Gelael         | 2      | 0      | –  | –  | –  | –  | –  | –  |
| P  | +/− | Kierowca            | Starty | Punkty | P1 | P2 | P3 | PP | NO | NS |

### Zespoły
| P  | +/− | Konstruktor        | Starty | Punkty | P1 | P2 | P3 | PP | NO | NS |
| -- | --- | ------------------ | ------ | ------ | -- | -- | -- | -- | -- | -- |
| 1  | N   | Russian Time       | 4      | 46     | 1  | 1  | –  | –  | 1  | –  |
| 2  | N   | Prema Racing       | 4      | 38     | 1  | –  | 1  | 1  | 1  | –  |
| 3  | N   | DAMS               | 4      | 28     | –  | –  | 1  | –  | –  | –  |
| 4  | N   | Pertamina Arden    | 4      | 18     | –  | 1  | –  | –  | –  | 1  |
| 5  | N   | MP Motorsport      | 4      | 18     | –  | –  | –  | –  | –  | –  |
| 6  | N   | ART Grand Prix     | 4      | 14     | –  | –  | –  | –  | –  | –  |
| 7  | N   | Rapax              | 4      | 5      | –  | –  | –  | –  | –  | –  |
| 8  | N   | Trident            | 4      | 0      | –  | –  | –  | –  | –  | –  |
| 9  | N   | Racing Engineering | 4      | 0      | –  | –  | –  | –  | –  | –  |
| 10 | N   | Campos Racing      | 4      | 0      | –  | –  | –  | –  | –  | 1  |
| P  | +/− | Kierowca           | Starty | Punkty | P1 | P2 | P3 | PP | NO | NS |